# 板桥镇 (盘县)
板桥镇，是中华人民共和国贵州省六盤水市盘州市一个已撤销的乡级行政区。
2015年6月4日，贵州省人民政府批复同意盘县乡镇行政区划调整，撤销板桥镇，将其所辖的银汞山村、金家庄村、龙洞村、薛官屯村、松林村、小坪地村划归双凤镇，板桥居委会、山寨村、李家湾村、赵官屯村、背阴箐村、梅子冲村、顺居屯村划归丹霞镇。